# Snoop Dogg

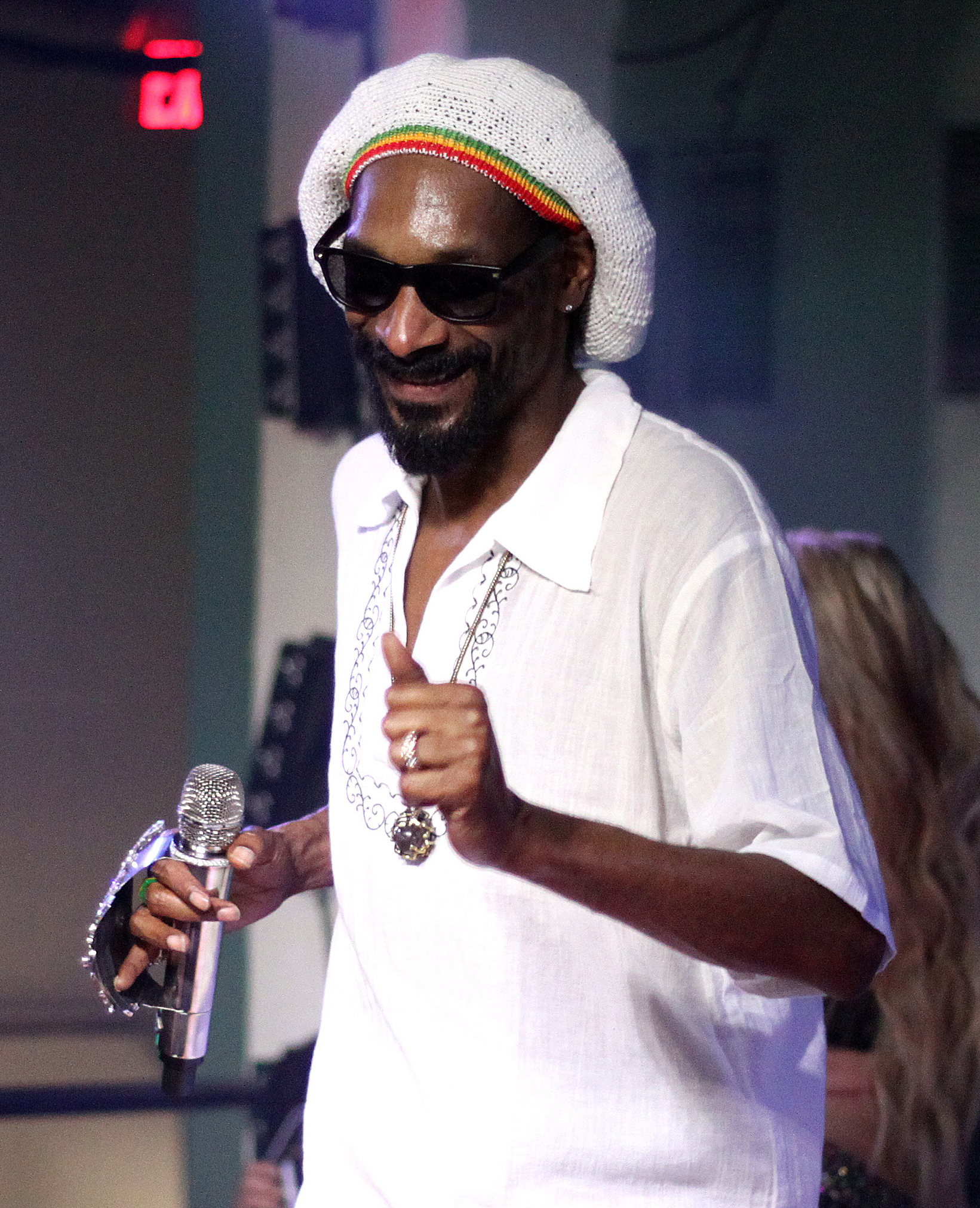
Snoop Dogg in 2012

Snoop Dogg, pseudoniem van Calvin Cordozar Broadus (Long Beach, Californië, 20 oktober 1971), ook onder andere bekend als Snoop Doggy Dogg, Doggfather, Snoop Lion en Snoopzilla, is een Amerikaans rapper, zanger en acteur. Hij was tevens lid van de gelegenheidsformatie 2-1-3, die tot een stop is gekomen door het overlijden van zijn neef Nate Dogg.

## Biografie
Snoop Dogg werd onder de naam Calvin Cordozar Broadus, Jr. in Long Beach, Californië, geboren als de tweede van drie zonen. Hij werd genoemd naar zijn stiefvader, Calvin Cordozar Broadus, Sr. (1948-1985). Zijn moeder heet Beverly Broadus. Zijn vader, Vernell Varnado, was een Vietnamveteraan, zanger en postbode, van wie gezegd wordt dat hij vaak in zijn leven afwezig was. Toen hij kind was gaven zijn ouders hem vanwege zijn uiterlijk de bijnaam "Snoopy", maar thuis werd hij doorgaans als "Calvin" aangesproken. In 1975 gingen zijn moeder en stiefvader uit elkaar.
Als kind kwam Snoop Dogg regelmatig in aanraking met de politie vanwege het gebruik van drugs. Hij was lid van de Rollin' 20 Crips bende. Nadat hij van de middelbare school afkwam, zat hij gedurende drie jaar regelmatig in de gevangenis. Via zijn vriend Warren G kwam hij in contact met Dr. Dre, de stiefbroer van Warren G. Dr. Dre begon te werken met Snoop Dogg, eerst op het themalied van de film Deep Cover, en daarna op het album The Chronic van Dr. Dre.
Tijdens de opnamen van zijn debuutalbum Doggystyle samen met Dr. Dre werd Snoop Dogg in augustus 1993 gearresteerd op verdenking van moord op Philip Woldemariam. Later werd bekend dat Woldemariam Snoop Dogg had gestalkt. Snoop Dogg werd uiteindelijk vrijgesproken van moord op grond van zelfverdediging en omdat werd aangetoond dat hij alleen de auto had bestuurd waaruit zijn bodyguard McKinley Lee de dodelijke schoten had afgevuurd. Later zou ook McKinley Lee worden vrijgesproken van moord op grond van zelfverdediging. Ondanks de vrijspraak bleef de zaak Snoop Dogg nog drie jaar achtervolgen.
In november 1993 kwam het album Doggystyle uit via het label Death Row Records. Het album kwam in de Verenigde Staten binnen op de eerste plaats van de hitparade, wat nog nooit eerder was gelukt voor een debuutalbum. Van het album waren enkele succesvolle singles afkomstig, waaronder What's my name en Gin and Juice (met Dr. Dre). Ondanks de ophef over het moordproces en de gewelddadige en vrouwonvriendelijke teksten, verkocht het album overal ter wereld goed. Snoop Doggs album werd door tegenstanders van gangstarap vaak aangevoerd ter ondersteuning van hun pleidooi voor censuur op de teksten en het labelen van de albums.
In 1994 kwam een korte film over het moordproces uit, alsmede de bijbehorende soundtrack Murder Was the Case.
Snoop Dogg kwam in november 1996 met zijn tweede album Tha Doggfather. In deze periode nam de populariteit van gangstarap af door de moord op Tupac Shakur (een goede vriend van Snoop Dogg) en door de controversie rondom Suge Knight, medeoprichter en eigenaar van Death Row Records.
Door de dalende populariteit van gangstarap verschoof Snoop Dogg zijn accenten enigszins. Hij was bang na Tupac Shakur en The Notorious B.I.G. het volgende slachtoffer te worden in de strijd tussen de West Coast- en de East Coast-rappers. Vanaf 1997 verscheen Snoop Dogg in verschillende films, waaronder enkele pornofilms. Hij liet in deze pornofilms de noeste arbeid echter over aan de professionals en hield zijn broek aan. Verder trad hij in 1997 op op het jaarlijkse Amerikaanse muziekfestival Lollapalooza. Daarnaast hield hij zich bezig met de regie en productie van videoclips voor hemzelf en andere artiesten. In 2000 debuteerde Snoop Dogg als filmregisseur met de pornofilm Snoop Dogg's Doggystyle, dat geproduceerd werd door Hustler. Éen jaar later verscheen zijn autobiografie.
In 2002 kondigde Snoop Dogg aan geen wiet en alcohol meer te gebruiken, wat hij vier maanden volhield. Later dat jaar verscheen zijn album Paid Tha Cost to Be Da Bo$$.
Op 11 april 2003 ontsnapte Snoop Dogg aan de dood toen hij betrokken raakte bij een schietpartij in Los Angeles. Hij reed in een stoet van vijf auto's toen drie mannen uit een andere auto het vuur op de stoet openden. Een lijfwacht raakte bij de aanslag gewond. In hetzelfde jaar speelde hij in het nummer Outrageous van Britney Spears.
In mei 2004 vroeg Snoop Dogg scheiding aan van zijn echtgenote Shante Taylor vanwege 'onoverkomelijke verschillen'. Hij wilde de gezamenlijke voogdij over hun drie kinderen. Maar later dat jaar maakte het tweetal het weer goed en de scheiding werd nooit doorgezet.
Op 26 april 2006 werd Snoop Dogg op luchthaven Londen Heathrow gearresteerd omdat hij voor overlast zorgde. Hij werd de volgende dag op borg vrijgelaten en moest zich in mei 2006 in Londen melden. Hij was onderweg naar een concert in Zuid-Afrika toen hij werd opgepakt. Dat concert ging daardoor niet door.
Snoop Dogg wilde ook een game produceren onder de naam "Fear and Respect", maar dit ging niet door, omdat hij meende dat er al genoeg "gangsta-games" op de markt waren.
Begin 2008 maakte Snoop Dogg bekend te willen stoppen met het maken van rapmuziek en in plaats daarvan zich met rockmuziek te willen bezighouden. Samen met Everlast schreef hij in 2008 een countrynummer ter ere van Johnny Cash, getiteld My Medicine. Hij voerde dit uit met Countrylegende Willie Nelson. Hij gaf ook aan graag te willen samenwerken met medeartiesten als Bono, Madonna en Mick Jagger. Hij zei van mening te zijn dat rappers muzikaal gezien te kortzichtig zijn en dat collegae op muzikaal gebied hun grenzen zouden moeten verleggen.
In 2009 bleek Snoop Dogg zich te hebben aangesloten bij de zwarte islamitische organisatie Nation of Islam in Chicago. Hij stak daar de loftrompet over voormalig leider Louis Farrakhan. Snoop Dogg weigerde echter bekend te maken wanneer hij lid geworden was. Hij schonk duizend dollar (700 euro) aan de organisatie. Overigens is hij niet de eerste rapper die zich bij de organisatie heeft aangesloten: Ice Cube ging hem al voor. Snoop Dogg bracht in december van dat jaar het album Malice N Wonderland uit met de hits Gangsta Luv (met The-Dream), I wanna Rock (met Jamie Foxx), Upside Down (met Nipsey Hussle & Problem) en Pronto (met Soulja Boy). Op 23 maart van het jaar erop volgde wereldwijd het album More Malice met de hits I wanna rock (met Jay-Z), That tree (met Kid Cudi), Your'e gonna love me en House Shoes plus de minimovie Malice n Wonderland, the movie.
In 2010 maakte hij samen met Katy Perry de single California Gurls, in 2011 gevolgd door de single Boyfriend samen met Big Time Rush. Dit nummer werd op de Kids' Choice Award 2011 opgevoerd en eindigde voor Snoop Dogg in een mega-slijmdouche.
In 2012 veranderde Snoop Dogg, volgens eigen zeggen na herdoopt te zijn door een rastafaripriester op Jamaica, zijn artiestennaam in Snoop Lion. Onder deze naam bracht hij ook singles uit. In september 2012 tekende hij een contract met het sportkledingmerk adidas, dat samen met Foot Locker een speciale schoen met de zanger uitbracht.
In juni 2014 bracht hij, inmiddels weer onder de naam Snoop Dogg, de Single Hangover uit met PSY uit Korea.
In 2016 maakt hij een serie video's als onderdeel van de talkshow Jimmy Kimmel Live! genaamd Plizzanet Earth; een parodie op de bekende natuurfilms van David Attenborough genaamd Planet Earth. Door het succes kwam er een vervolg genaamd Planet Snoop, dat op YouTube te bekijken is.
In 2018 kreeg Snoop Dogg een ster op de Hollywood Walk of Fame. In datzelfde jaar maakte hij bekend Born Again Christian te zijn  en nam hij een gospel-album Bible of Love op.
In 2022 werkte Snoop Dogg samen met het opkomende blockchain-muziekplatform Gala Music. De samenwerking betrof de lancering van Snoop Dogg's muziek en kunstwerken als non-fungible tokens (NFT's). Dit innovatieve initiatief bood fans de mogelijkheid om exclusieve content en interactie met de rapper te ervaren via het Gala Music-platform, dat gebruikmaakt van blockchain-technologie. De samenwerking werd goed ontvangen en droeg bij aan de groeiende acceptatie van NFT's in de muziekindustrie.

## Slang
Snoop Dogg is bekend van het gebruik van een bepaald soort slang dat veel in Amerikaanse suburbs wordt gesproken. Kenmerkend voor dit taalgebruik is dat veel woorden klinken als "izz" of "izzle".

## Discografie

### Albums
| Album met eventuele hitnotering(en) in de Nederlandse Album Top 100 | Datum van verschijnen | Datum van binnenkomst | Hoogste positie | Aantal weken | Opmerkingen                          |
| ------------------------------------------------------------------- | --------------------- | --------------------- | --------------- | ------------ | ------------------------------------ |
| Doggystyle                                                          | 23-11-1993            | 18-12-1993            | 31              | 15           | als Snoop Doggy Dogg                 |
| Tha doggfather                                                      | 12-10-1996            | 23-11-1996            | 30              | 15           | als Snoop Doggy Dogg                 |
| Da game is to be sold, not to be told                               | 04-08-1998            | 15-08-1998            | 38              | 8            |                                      |
| No limit top Dogg                                                   | 11-05-1999            | 06-05-1999            | 62              | 4            |                                      |
| Tha last meal                                                       | 05-12-2000            | 23-12-2000            | 32              | 12           |                                      |
| Death row's: Greatest hits                                          | 23-10-2001            | 10-11-2001            | 89              | 2            | als Snoop Doggy Dogg / Verzamelalbum |
| Paid tha cost to be da bo$$                                         | 22-11-2002            | 04-01-2003            | 50              | 21           |                                      |
| R&G (Rhythm & Gangsta): The masterpiece                             | 16-11-2004            | 20-11-2004            | 17              | 44           |                                      |
| The best of Snoop Dogg                                              | 2005                  | 22-10-2005            | 72              | 2            | Verzamelalbum                        |
| Tha blue carpet treatment                                           | 21-11-2006            | 25-11-2006            | 53              | 14           |                                      |
| Ego trippin'                                                        | 11-03-2008            | 15-03-2008            | 34              | 8            |                                      |
| Doggumentary                                                        | 29-03-2011            | 23-04-2011            | 45              | 3            |                                      |
| Reincarnated                                                        | 23-04-2013            | 27-04-2013            | 75              | 2            | als Snoop Lion                       |
| Bush                                                                | 20-05-2015            | 30-05-2015            | 35              | 3            |                                      |
| Coolaid                                                             | 01-07-2016            | 23-07-2016            | 92              | 1            |                                      |
| Neva left                                                           | 27-05-2017            | 27-05-2017            | 51              | 2            |                                      |

| Album met hitnotering(en) in de Vlaamse Ultratop 200 albums | Datum van verschijnen | Datum van binnenkomst | Hoogste positie | Aantal weken | Opmerkingen          |
| ----------------------------------------------------------- | --------------------- | --------------------- | --------------- | ------------ | -------------------- |
| Tha doggfather                                              | 1996                  | 25-01-1997            | 45              | 2            | als Snoop Doggy Dogg |
| Tha last meal                                               | 2000                  | 14-04-2001            | 47              | 1            |                      |
| Paid tha cost to be da bo$$                                 | 2002                  | 14-12-2002            | 48              | 1            |                      |
| R&G (Rhythm & Gangsta): The masterpiece                     | 2004                  | 27-11-2004            | 11              | 43           |                      |
| The best of Snoop Dogg                                      | 2005                  | 15-10-2005            | 63              | 6            | Verzamelalbum        |
| Tha blue carpet treatment                                   | 2006                  | 02-12-2006            | 46              | 12           |                      |
| Ego trippin'                                                | 2008                  | 15-03-2008            | 27              | 10           |                      |
| Doggumentary                                                | 2011                  | 23-04-2011            | 41              | 8            |                      |
| Reincarnated                                                | 2013                  | 27-04-2013            | 45              | 12           | als Snoop Lion       |
| Bush                                                        | 2015                  | 12-05-2015            | 45              | 11           |                      |
| Coolaid                                                     | 2016                  | 09-07-2016            | 122             | 5            |                      |
| Neva left                                                   | 2017                  | 27-05-2017            | 78              | 1            |                      |
| BODR                                                        | 2022                  | 19-02-2022            | 83              | 1            |                      |

### Singles
| Single met eventuele hitnotering(en) in de Nederlandse Top 40 | Datum van verschijnen | Datum van binnenkomst | Hoogste positie | Aantal weken | Opmerkingen                                                                          |
| ------------------------------------------------------------- | --------------------- | --------------------- | --------------- | ------------ | ------------------------------------------------------------------------------------ |
| What's My Name?                                               | 1993                  | 18-12-1993            | 11              | 8            | als Snoop Doggy Dogg / Nr. 8 in de Single Top 100 / Alarmschijf                      |
| Snoop's Upside Ya Head                                        | 1996                  | 14-12-1996            | 34              | 2            | met Charlie Wilson als Snoop Doggy Dogg / Nr. 32 in de Single Top 100                |
| We Just Wanna Party with You                                  | 1997                  | 18-10-1997            | tip6            | -            | als Snoop Doggy Dogg / met JD                                                        |
| Still D.R.E.                                                  | 1999                  | 25-03-2000            | 19              | 13           | met Dr. Dre                                                                          |
| Crybaby                                                       | 2000                  | 01-07-2000            | 27              | 5            | met Mariah Carey                                                                     |
| The next episode                                              | 2000                  | 29-07-2000            | 28              | 7            | met Dr. Dre / Nr. 26 in de Single Top 100                                            |
| Snoop Dogg                                                    | 2001                  | 06-01-2001            | tip5            | -            | Nr. 58 in de Single Top 100                                                          |
| Lay low                                                       | 2001                  | 07-04-2001            | 40              | 2            | met Master P, Nate Dogg, Butch Cassidy & Tha Eastsidaz / Nr. 33 in de Single Top 100 |
| From tha chuuuch to da palace                                 | 2003                  | -                     |                 |              | met Pharrell / Nr. 97 in de Single Top 100                                           |
| Beautiful                                                     | 2003                  | 19-04-2003            | 12              | 12           | met Pharrell & Uncle Charlie Wilson / Nr. 13 in de Single Top 100                    |
| Holidae in                                                    | 2004                  | -                     |                 |              | met Chingy & Ludacris / Nr. 67 in de Single Top 100                                  |
| I wanna thank ya                                              | 2004                  | -                     |                 |              | met Angie Stone / Nr. 57 in de Single Top 100                                        |
| Drop It Like It's Hot                                         | 07-09-2004            | 11-12-2004            | 5               | 12           | met Pharrell / Nr. 7 in de Single Top 100                                            |
| Let's get blown                                               | 2005                  | 19-03-2005            | 34              | 2            | met Pharell / Nr. 35 in de Single Top 100                                            |
| Signs                                                         | 29-04-2005            | 30-04-2005            | 3               | 14           | met Charlie Wilson & Justin Timberlake / Nr. 6 in de Single Top 100 / Alarmschijf    |
| Ups & downs                                                   | 2005                  | 30-07-2005            | tip5            | -            | Nr. 78 in de Single Top 100                                                          |
| Buttons                                                       | 2006                  | 24-06-2006            | 6               | 15           | met The Pussycat Dolls / Nr. 7 in de Single Top 100                                  |
| That's that shit                                              | 2006                  | 23-12-2006            | tip5            | -            | met R. Kelly / Nr. 73 in de Single Top 100                                           |
| I wanna love you                                              | 2006                  | 24-03-2007            | 21              | 6            | met Akon / Nr. 20 in de Single Top 100                                               |
| Sensual seduction                                             | 2008                  | 29-03-2008            | 21              | 4            | Nr. 36 in de Single Top 100                                                          |
| My medicine                                                   | 2008                  | 11-10-2008            | 26              | 6            | Nr. 39 in de Single Top 100                                                          |
| Groove on                                                     | 2009                  | -                     |                 |              | met Timati / Nr. 88 in de Single Top 100                                             |
| California gurls                                              | 10-05-2010            | 29-05-2010            | 2               | 19           | met Katy Perry / Nr. 6 in de Single Top 100 / Alarmschijf                            |
| Groove on                                                     | 2010                  | -                     |                 |              | met Timati & Wolffman / Nr. 68 in de Single Top 100                                  |
| Last night                                                    | 2011                  | 19-03-2011            | tip7            | -            | met Ian Carey & Bobby Anthony / Nr. 77 in de Single Top 100                          |
| Sweat                                                         | 07-03-2011            | 02-04-2011            | 5               | 16           | met David Guetta / Nr. 6 in de Single Top 100                                        |
| If I was you (OMG)                                            | 11-04-2011            | 28-05-2011            | tip14           | -            | met Far East Movement                                                                |
| Young, wild & free                                            | 2011                  | 26-11-2011            | 7               | 22           | met Wiz Khalifa & Bruno Mars / Nr. 11 in de Single Top 100                           |
| I'm day dreaming                                              | 2011                  | 07-01-2012            | tip17           | -            | met Redd & Akon                                                                      |
| The game                                                      | 2012                  | 29-09-2012            | tip7            | -            | met Alyssa Reid                                                                      |
| Dynamite                                                      | 2014                  | 26-04-2014            | tip1            | -            | met Afrojack / Nr. 76 in de Single Top 100                                           |
| Wiggle                                                        | 2014                  | 07-06-2014            | 12              | 18           | met Jason Derulo / Nr. 8 in de Single Top 100                                        |
| Hangover                                                      | 2014                  | 14-06-2014            | tip22           | -            | met PSY                                                                              |
| Peaches N cream                                               | 2015                  | 21-03-2015            | tip10           | -            | met Charlie Wilson                                                                   |
| How you love me                                               | 2018                  | 15-12-2018            | tip2            | -            | met Hardwell & Conor Maynard                                                         |

| Single met hitnotering(en) in de Vlaamse Ultratop 50 | Datum van verschijnen | Datum van binnenkomst | Hoogste positie | Aantal weken | Opmerkingen                                        |
| ---------------------------------------------------- | --------------------- | --------------------- | --------------- | ------------ | -------------------------------------------------- |
| What's my name                                       | 1993                  | -                     |                 |              | als Snoop Doggy Dogg / Nr. 17 in de Radio 2 Top 30 |
| The next episode                                     | 2000                  | 09-09-2000            | tip6            | -            | met Dr. Dre                                        |
| Holidae in                                           | 2004                  | 14-02-2004            | tip8            | -            | met Chingy & Ludacris                              |
| I wanna thank ya                                     | 2004                  | 10-07-2004            | tip5            | -            | met Angie Stone                                    |
| Drop it like it's hot                                | 2004                  | 11-12-2004            | 9               | 16           | met Pharrell                                       |
| Let's get blown                                      | 2005                  | 19-03-2005            | 42              | 3            | met Pharell / Nr. 24 in de Radio 2 Top 30          |
| Signs                                                | 2005                  | 28-05-2005            | 3               | 13           | met Charlie Wilson & Justin Timberlake             |
| Ups & downs                                          | 2005                  | 20-08-2005            | tip3            | -            |                                                    |
| Say somethin'                                        | 2005                  | 10-06-2006            | tip3            | -            | met Mariah Carey                                   |
| Buttons                                              | 2006                  | 08-07-2006            | 4               | 17           | met The Pussycat Dolls                             |
| I wanna love you                                     | 2006                  | 07-04-2007            | 16              | 10           | met Akon                                           |
| Sensual seduction                                    | 2008                  | 29-03-2008            | 30              | 7            |                                                    |
| Bottle pop                                           | 2009                  | 21-03-2009            | tip9            | -            | met The Pussycat Dolls                             |
| Groove on                                            | 2009                  | 17-10-2009            | 21              | 6            | met Timati                                         |
| California gurls                                     | 2010                  | 22-05-2010            | 6               | 21           | met Katy Perry                                     |
| Kush                                                 | 06-12-2010            | 25-12-2010            | tip3            | -            | met Dr. Dre & Akon                                 |
| Sweat                                                | 2011                  | 19-03-2011            | 2               | 22           | met David Guetta / Goud                            |
| If I was you (OMG)                                   | 2011                  | 30-04-2011            | tip7            | -            | met Far East Movement                              |
| Boom                                                 | 13-06-2011            | 16-07-2011            | tip15           | -            | met T-Pain                                         |
| The mack                                             | 18-07-2011            | 06-08-2011            | tip25           | -            | met Mann & Iyaz                                    |
| Young, wild & free                                   | 2011                  | 24-12-2011            | 9               | 17           | met Wiz Khalifa & Bruno Mars                       |
| I'm a day dreaming                                   | 2011                  | 24-12-2011            | tip69           | -            | met Redd & Akon                                    |
| La la la                                             | 2012                  | 01-09-2012            | tip21           | -            | als Snoop Lion                                     |
| The game                                             | 2012                  | 06-10-2012            | tip24           | -            | met Alyssa Reid                                    |
| Lighters up                                          | 2013                  | 19-01-2013            | tip29           | -            | als Snoop Lion / met Mavado & Popcaan              |
| No guns allowed                                      | 2013                  | 20-04-2013            | tip61           | -            | als Snoop Lion / met Drake & Cori B                |
| Ashtrays and heartbreaks                             | 2013                  | 15-06-2013            | tip51           | -            | als Snoop Lion / met Miley Cyrus                   |
| Torn apart                                           | 2013                  | 03-08-2013            | tip44           | -            | als Snoop Lion / met Rita Ora                      |
| Walking on air                                       | 2014                  | 25-01-2014            | 4               | 5            | met Anise K, Ian Thomas, Lance Bass & Bella Blue   |
| Wiggle                                               | 2014                  | 17-05-2014            | 2               | 20           | met Jason Derulo                                   |
| Hangover                                             | 2014                  | 12-07-2014            | tip84           |              | met PSY                                            |
| Dynamite                                             | 2014                  | 09-08-2014            | tip51           |              | met Afrojack                                       |

### Dvd's
| Dvd's met hitnoteringen in de Nederlandse Music Top 30 | Datum van verschijnen | Datum van binnenkomst | Hoogste positie | Aantal weken | Opmerkingen                                                 |
| ------------------------------------------------------ | --------------------- | --------------------- | --------------- | ------------ | ----------------------------------------------------------- |
| Up in the smoke tour                                   | 2001                  | 17-02-2001            | 1(3wk)          | 4            | met Dr. Dre, Eminem, Xzibit, Warren G, Nate Dogg & Ice Cube |
| Reincarnated                                           | 2013                  | 27-04-2013            | 26              | 1            |                                                             |

### NPO Radio 2 Top 2000
| Nummer met noteringen in de NPO Radio 2 Top 2000 | '18  | '19  | '20  | '21  | '22 | '23 | '24 |
| ------------------------------------------------ | ---- | ---- | ---- | ---- | --- | --- | --- |
| The Next Episode (met Dr. Dre)                   | 1082 | 1329 | 1228 | 1283 | 948 | 905 | 885 |

1. ↑  Een vetgedrukt getal geeft de hoogste notering aan.
2. ↑  2018 was het eerste jaar met een notering voor dit nummer.